# Československý velitelský řád Jana Žižky z Trocnova
Československý velitelský řád Jana Žižky z Trocnova byl zřízen vládním nařízením 152/1946 Sb. dne 14. června 1946 jako vojenské vyznamenání pro velitele jednotek československé nebo některé spojenecké armády, kteří vedli své jednotky v bojích druhé světové války k vítězství a přispěli k osvobození Československé republiky, zejména tím, že projevili:
- a) osobní statečnost, která měla vynikající vliv na splnění daného bojového úkolu jednotky vlastní, sousední nebo jednotky vyšší nebo
- b) vynikající bojovou činnost při plnění povinností velitele jednotky.

## Třídy
Řád měl následující třídy zásluh:
- I. stupeň – Zlatá hvězda (udělovala se zpravidla velitelům vyšších jednotek, jejich zástupcům a náčelníkům štábu armády)
- II. stupeň – Stříbrná hvězda (udělovala se zpravidla náčelníkům štábu sboru, divize a velitelům vojskových těles)
- III. stupeň – Stříbrná medaile (udělovala se zpravidla velitelům praporů, oddílů, setnin a čet)

Počet řádových vyznamenání byl omezen: 500 kusů I. stupně, 1 000 kusů II. stupně a 5 000 kusů III. stupně.
| Stužky       |                 |                  |
| Zlatá hvězda | Stříbrná hvězda | Stříbrná medaile |